# Sigtuna
Sigtuna ist eine Stadt in der schwedischen Provinz Stockholms län und der historischen Provinz Uppland.
Sie liegt etwa 50 Kilometer nordwestlich von Stockholm am Sigtunafjärden, einem Seitenarm des Mälaren. Sigtuna gehört zur gleichnamigen Gemeinde, ist aber nicht deren Hauptort; das ist seit der schwedischen Kommunalreform von 1971 das einige Kilometer östlich günstiger an der Bahnstrecke Stockholm–Sundsvall und der Europastraße 4 (Europaväg 4) gelegene und mittlerweile bedeutend größere Märsta.

## Geschichte

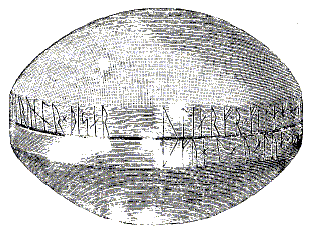
Kupferdose mit Runeninschrift aus Sigtuna

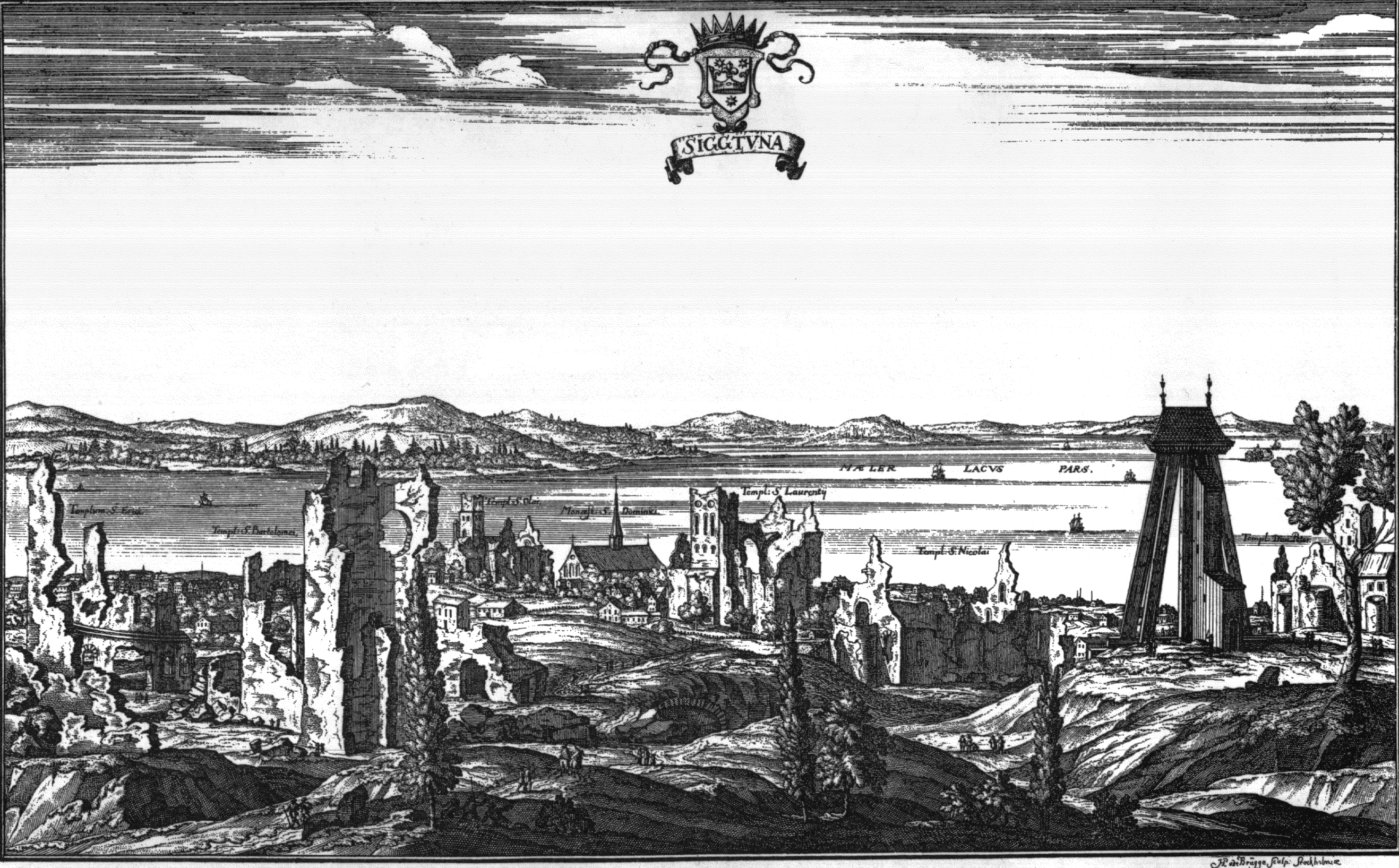
Die Ruinen von Sigtuna um etwa 1700 (aus Suecia antiqua et hodierna)

Sigtuna (ursprünglich auch Sigituna, von sigi, ‚Sieg‘, und schwedisch -tuna als plurale Bezeichnung für ein „wichtiges Verwaltungszentrum, bedeutendes administrative Zentrum“ von altnordisch tun, „eingehegter Platz, kleines eingezäuntes Gebiet“) gilt neben Lund als die älteste noch bestehende Stadt Schwedens. Ausgrabungen weisen darauf hin, dass Sigtuna (bzw. Sigituna oder – als ‚Siedlung des Siegreichen‘ – „Segertuna“) um 980 von König Erik Segersäll, genannt der „Sieger“ (lateinisch victor), gegründet wurde. Unter dem ersten christlichen König Schwedens Olof Skötkonung und seinem Sohn Anund Jakob wurden in Sigtuna die ersten schwedischen Münzen zwischen 995 und 1030 geschlagen. Sigtuna, das sich nicht nur auf Münzen aus der Münzwerkstatt des Königs Olof, sondern auch auf Runensteinen erwähnt findet, war zu dieser Zeit Mittelpunkt der heranwachsenden Zentralmacht. In der Mitte des 11. Jahrhunderts wurde Sigtuna Bischofssitz und man begann mit dem Bau einer Domkirche. Bald hatte Sigtuna sieben Kirchen, und 1247 wurde ein Dominikanerkloster in Sigtuna eingeweiht.
Die Plünderung von Sigtuna im Jahr 1187 war der Überfall durch Heiden aus der östlichen Ostsee, der zu ihrer Zerstörung führte. Die Plünderung wird den Esten, Kuren, Kareliern oder Nowgorodern zugeschrieben.
In der Mitte des 12. Jahrhunderts wurde der Bischofssitz nach Östra Aros (Uppsala) verlegt, dennoch verblieb Sigtuna eine wichtige Stadt bis ins ausgehende 13. Jahrhundert. Doch mit der Entwicklung der Städte Uppsala und Stockholm verlor Sigtuna im ausgehenden Mittelalter an Bedeutung.
Mit der Reformation im 16. Jahrhundert wurde das Kloster abgerissen und die Kirchen – bis auf eine – dem Verfall preisgegeben. Sigtuna stagnierte, die Einwohnerzahl sank und die Kirchen verfielen. Im 19. Jahrhundert wurde Sigtuna in der Literatur als ein kleiner, gottvergessener Ort mit romantischen, überwachsenen Ruinen beschrieben.
Erst am Beginn des 20. Jahrhunderts kam es zu einer Wende. Sigtuna wurde zu einer Schul- und Konferenzstadt, nachdem eine Reihe von Schulen, aber auch staatliche Ausbildungsstätten hierher verlegt worden waren. Auch die Touristen entdeckten das Städtchen. Der Bau des nahegelegenen Flughafens Stockholm/Arlanda trug zum wirtschaftlichen Aufschwung bei.

## Stadtbild
Sigtuna hat den Charakter einer idyllischen Gartenstadt der Jahrhundertwende bewahrt. Das Zentrum ist mit kleinen Wohn- und Geschäftshäusern aus Holz, die aus dem 18. und 19. Jahrhundert stammen, bebaut. Westlich des Stadtkerns liegen einige Bildungseinrichtungen im klassizistischen Stil der 1920er Jahre.

## Sehenswürdigkeiten
- Die Hauptstraße der Innenstadt (Stora Gatan) weist zahlreiche bunt bemalte Holzhäuser aus dem 18. und 19. Jahrhundert auf
- Das Sigtuna-Museum bewahrt und zeigt wertvolle mittelalterliche Fundstücke aus Schwedens Geschichte. Seine Entstehung geht auf eine im Jahre 1916 gegründete Stiftung zurück.
- Im Stadtgebiet finden sich mehr als ein Dutzend Runensteine und -fragmente.
- Die Marienkirche aus dem 13. Jahrhundert als frühes Beispiel für die Backsteingotik in der Region
- Die hochmittelalterlichen Kirchenruinen von St. Olof, St. Lars und St. Per

## Persönlichkeiten
- Christer Fant (* 1953), Schauspieler

## Galerie

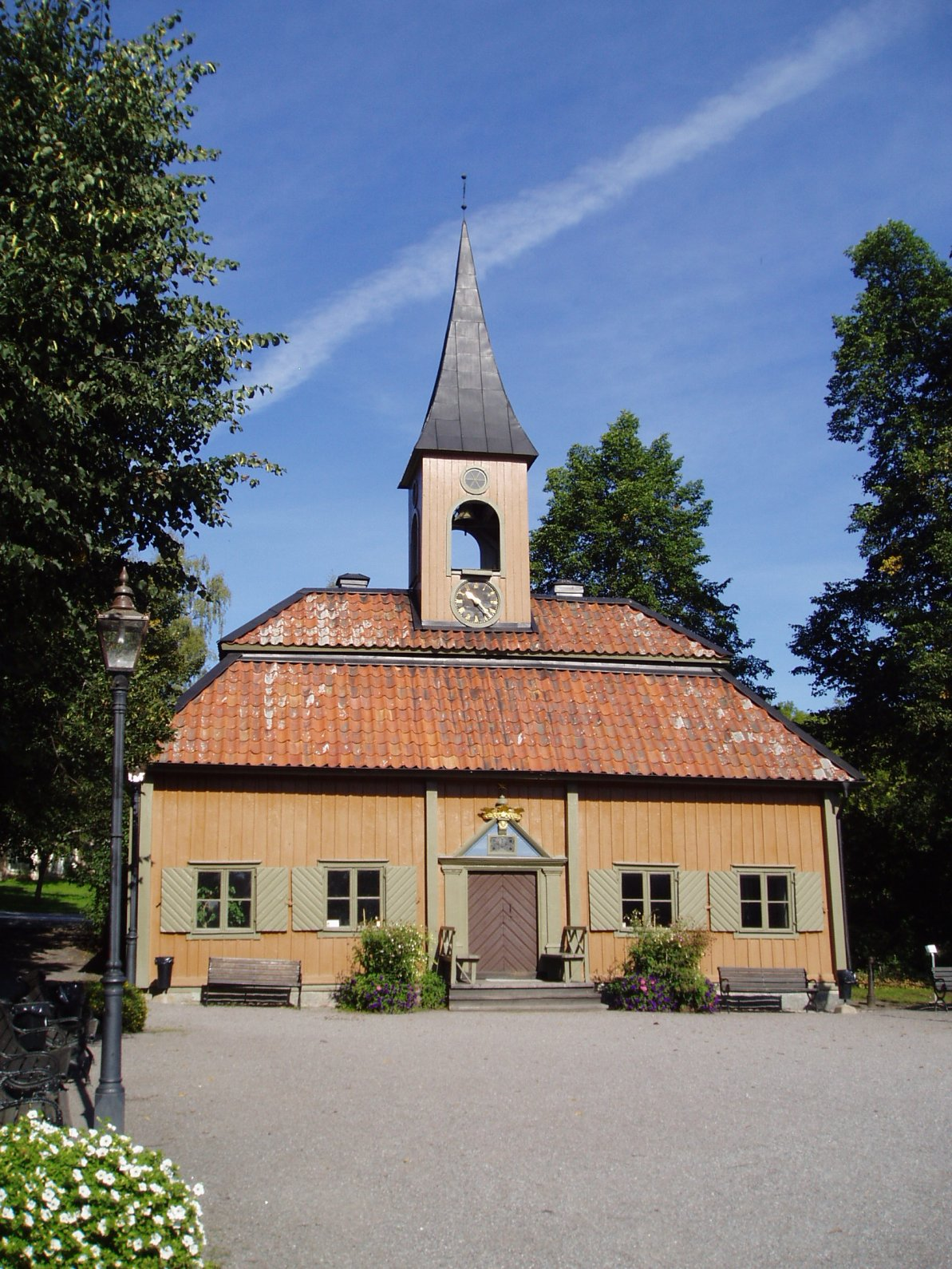
Rathaus von Sigtuna
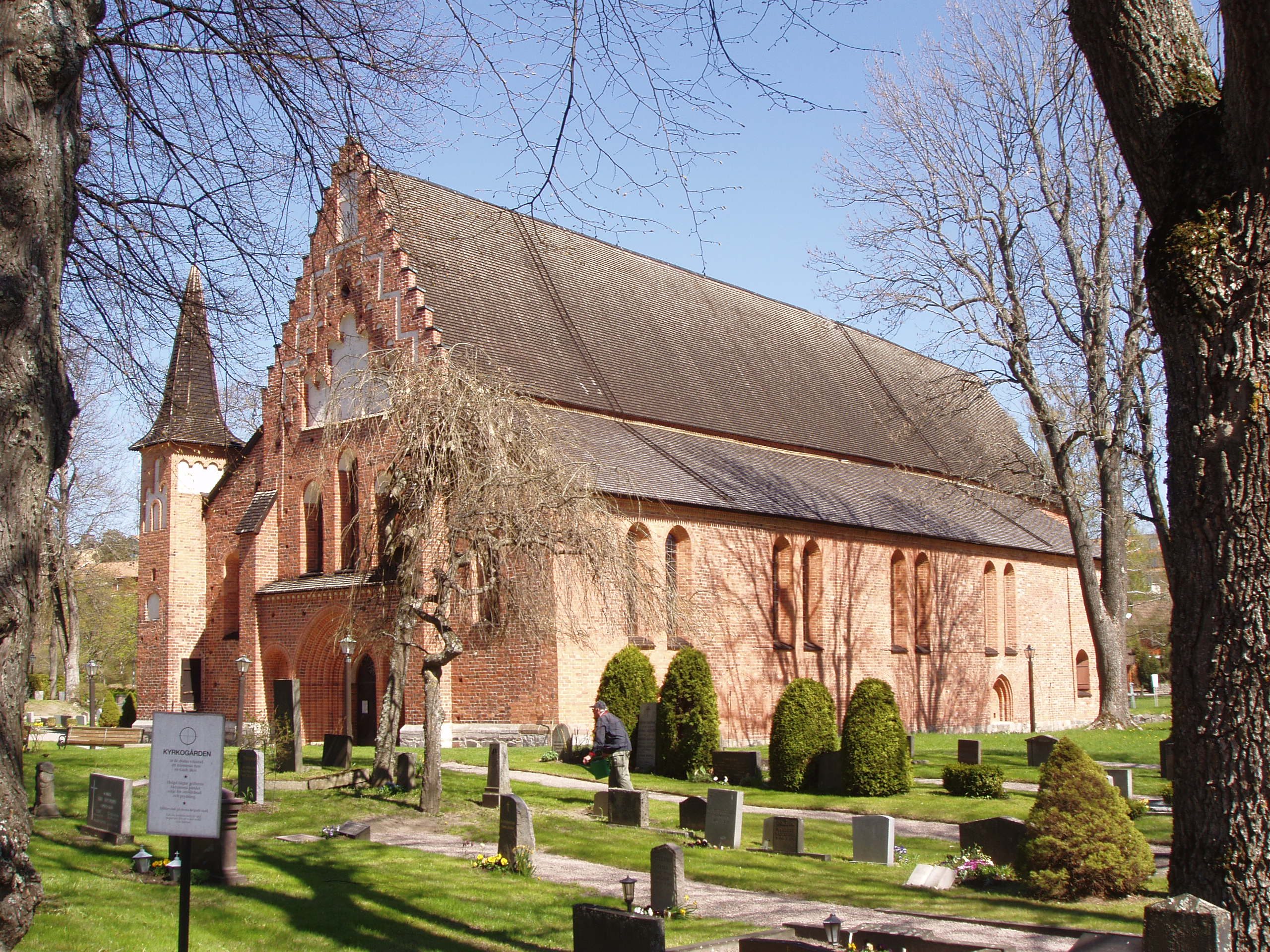
Die Marienkirche als Beispiel für Backsteingotik
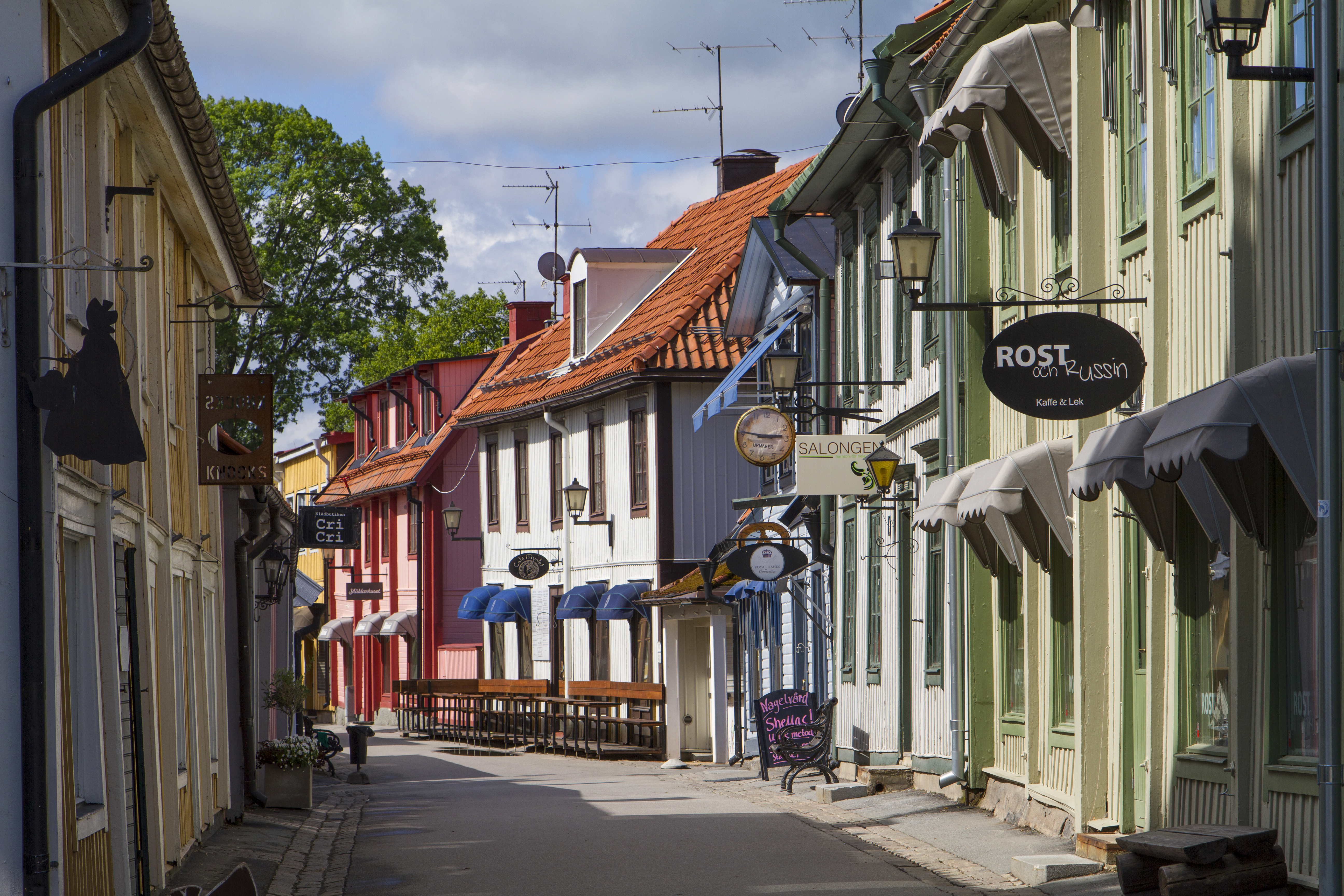
Die Stora Gatan
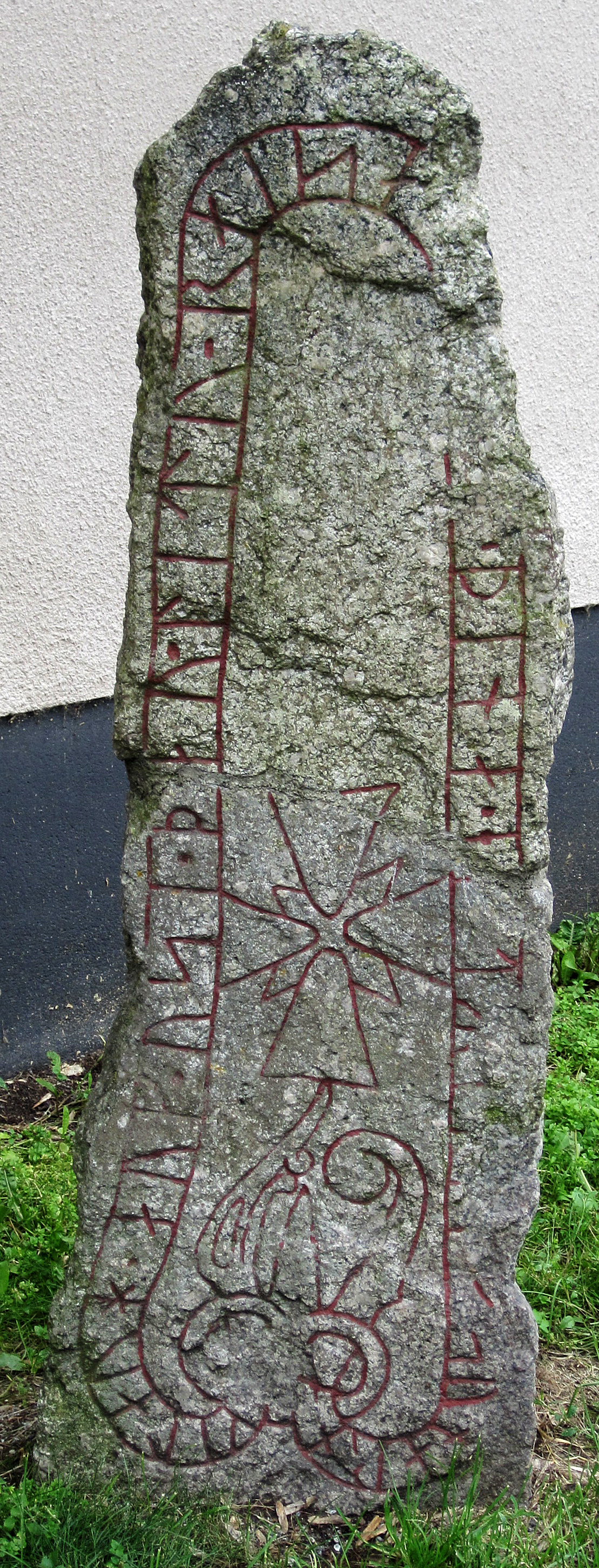
Runenstein in Sigtuna